# Alfred Wolmark
Alfred Aaron Wolmark (ur. 1877 w Warszawie, zm. 6 stycznia 1961 w Londynie) – polski artysta malarz i dekorator działający w Wielkiej Brytanii.
Urodził się w żydowskiej rodzinie w Warszawie, od 1894 posiadał obywatelstwo brytyjskie. Od 1895 do 1898 studiował w Royal Academy of Arts, uczelnię ukończył ze srebrnym medalem. W 1903 przez krótki czas przebywał w Polsce, gdzie tworzył obrazy przedstawiające sceny związane z historią Żydów. Pod wpływem malarstwa francuskiego stworzył serię obrazów przedstawiających sceny z życia rybaków, połowy i porty w Bretanii. Cztery lata później zaprojektował witraż zdobiący kościół Marii Panny w Slough, w tym samym roku był jednym ze współtwórców Ben Uri Art Society. Na przełomie 1919 i 1920 przebywał w Nowym Jorku, gdzie stworzył serię obrazów przedstawiających widoki miasta. Jego obrazy były wystawiane w Londynie, Nowym Jorku i Paryżu, indywidualna wystawa obrazów portretowych miała miejsce w Galleries Lefèvre. Pośmiertna wystawa retrospektywna twórczości Alfreda Wolmarka miała miejsce w 1975 w Ferens Art Gallery, Kingston upon Hull.
Jego obrazy znajdują się w wielu galeriach na całym świecie, w tym w National Portrait Gallery, Londyn, Sheffield i Derby Museum and Art Gallery.